# Tichosina erecta
Tichosina erecta är en armfotingsart som beskrevs av Cooper 1977. Tichosina erecta ingår i släktet Tichosina och familjen Terebratulidae. Inga underarter finns listade i Catalogue of Life.